# 무장친위대의 부대 목록
이 목록은 무장친위대(무장-SS)의 부대 조직의 목록이다.

## 야전군
- 제6기갑군
- 제11SS기갑군

## 군단
- 제(I)기갑군단
- 제2(II)기갑군단
- 제3(III)SS기갑군단 게르마닉
- 제4(IV)기갑군단 - 옛 제7(VII)SS기갑군단
- 제5(V)SS산악군단
- 제6(V)SS군단 라트비아
- 제7(IV)SS기갑군단 - 위의 제4(IV)SS기갑군단을 볼 것.
- 제8(VIII)SS기병군단 - 1945년에 계획되었으나 구체화되지 않음.
- 제9(IX)무장군단 크로아티아
- 제10(X)SS군단 - 제14(XIV)SS군단 본부를 해체하고 만듬.
- 제11(XI)SS기갑군단
- 제12(XII)SS군단
- 제13(XIII)기갑군단
- 제14(XIV)SS군단 - 위의 제10(X)SS군단을 볼 것.
- 제15(XV)코삭기병군단
- 제16(XVI)SS군단
- 제17(XVII)무장SS군단 헝가리아
- 제18(XVIII)SS군단

## 사단
- 제1SS기갑사단 경호친위대 아돌프 히틀러
- 제2SS기갑사단 다스 라이히
- 제3SS기갑사단 토텐코프
- 제4SS경찰기갑척탄병사단
- 제5SS기갑사단 비킹
- 제6SS산악사단 노르트
- 제7SS의용산악사단 프린츠 오이겐
- 제8SS기병사단 플로리안 가이어
- 제9SS기갑사단 호엔슈타우펜
- 제10SS기갑사단 프룬츠베르크
- 제11SS의용기갑척탄병사단 노르트란트
- 제12SS기갑사단 히틀러유겐트
- 제13SS무장산악사단 한트샤르 (제1크로아티아)
- 제14SS무장척탄병사단 (제1우크라이나)
- 제15SS무장척탄병사단 (제1라트비아)
- 제16SS기갑척탄병사단 SS국가지도자
- 제17SS기갑척탄병사단 괴츠 폰 베를리힝겐
- 제18SS의용기갑척탄병사단 호르스트 베셀
- 제19SS무장척탄병사단 (제2라트비아)
- 제20SS무장척탄병사단 (제1에스토니아)
- 제21SS무장산악사단 스칸데르베그 (제1알바니아)
- 제22SS의용기병사단 마리아 테레지아
- 제23SS의용기갑척탄병사단 네데를란트
- 제23SS무장산악사단 카마 (제2크로아티아)
- 제24SS무장산악사단 카르스트예거 이탈리아
- 제25SS무장척탄병사단 후냐디 (제1헝가리)
- 제26SS무장척탄병사단 훙가리아 (제2헝가리)
- 제27SS의용척탄병사단 랑게마르크
- 제28SS의용척탄병사단 발로니엔
- 제29SS무장척탄병사단 러시아 국민해방군 (제1러시아)
- 제29SS무장척탄병사단 (제1이탈리아)
- 제30SS무장척탄병사단 (제2러시아)
- 제30SS무장척탄병사단 (제1백루테니아)
- 제31SS의용척탄병사단
- 제32SS의용척탄병사단 1월 30일
- 제33SS무장척탄병사단 사를마뉴 (제1프랑스)
- 제34SS의용척탄병사단 란트슈투름 네데를란트
- 제33SS무장기병사단 (제3헝가리)
- 제35SS경찰척탄병사단
- 제36SS무장척탄병사단
- 제37SS의용기병사단 뤼초프
- 제38SS척탄병사단 니벨룽겐

- 기갑사단 켐프, 육군와 무장친위대의 임시 혼성부대였다.
- 제1코삭기병사단
- 제26SS기갑사단 (여단 규모만, 사단 타이틀은 위장으로 쓰였다.)
- 제27SS기갑사단 (여단 규모만, 사단 타이틀은 위장으로 쓰였다.)

## 여단
- 제1SS보병여단
- 제2SS보병여단
- 제3SS의용여단 에스토니아인
- 제4SS의용기갑척탄병여단 네데르란드
- 제5SS의용돌격여단 Wallonien
- 제6SS의용돌격여단 Langemarck
- 돌격여단 제국지도자
- 제8SS의용돌격여단 ''프랑스''
- SS기병여단
- SS여단 Westfalen
- Schutzmannschaft-여단 Siegling
- SS돌격여단 Dirlewanger
- 제49SS기갑척탄병여단 또는 제26SS기갑사단로 알려져 있음. (여단 규모만, 사단 타이틀은 위장으로 쓰였다.)
- 제51SS기갑척탄병여단 또는 제27SS기갑사단로 알려져 있음. (여단 규모만, 사단 타이틀은 위장으로 쓰였다.)
- 제150SS기갑여단
- SS의용척탄병여단 란트슈투름 네데르란트

## 외인부대
- 아르메니아인 부대 (아르메니아인 무장친위대 의용편제)
- 알제리 무장SS의용군
- 영국 자유군단
- 노르웨이 부대
- 에스토니아 군단
- 핀란드 무장SS의용군
- 덴마크 자유군단
- 인도인 부대
- 카민스키 여단
- 라트비아인 부대
- SS돌격여단 디를레방거
- 타타르 부대

## 그 외
- 제11SS기갑정찰대대
- 제101SS중전차대대
- 제102SS중전차대대
- 제103SS중전차대대
- 제500SS강하엽병대대
- 제600SS강하엽병대대
- 제500SS로켓포대
- SS스키엽병대대 노르그
- SS돌격대대 프랑스